# Deux Pauvres Orphelins
Pour plus de détails, voir Fiche technique et Distribution.
Deux Pauvres Orphelins (The Cagey Canary) est un court métrage d'animation réalisé par Tex Avery, terminé par Bob Clampett, produit par Warner Bros. Cartoons et distribué par Warner Bros. Pictures en 1941.